# Yponomeutidae
Los iponoméutidos (Yponomeutidae) son una familia de lepidópteros ditrisios perteneciente a la superfamilia Yponomeutoidea, con unas 600 especies, la mayoría en los trópicos.
Tiene 5 o 6 subfamilias. Algunos autores incluyen a Plutellidae como otra subfamilia:
- Argyresthiinae
- Attevinae (considerada la familia Attevidae)
- Praydinae
- Saridoscelinae
- Scythropiinae (a veces en Yponomeutinae)
- Yponomeutinae